# Adolescent Radioactive Black Belt Hamsters
Adolescent Radioactive Black Belt Hamsters är en amerikansk serietidning, skapad av Don Chin och Chris Walker, senare även Sam Kieth. Den publicerades ursprungligen av Eclipse Comics, senare av Parody Press och Dynamite Entertainment. Utgivningen inleddes i januari 1986 och pågick till januari 1988 . Serien parodierade Teenage Mutant Ninja Turtles.
Den 30 mars 2007 meddelades att Dynamite Entertainment erhållit rättigheterna att återtrycka serierna, och utge nya serier baserade på berättelsen. Författare blev Keith Champagne medan Tom Nguyen stod för illustrationerna, och den första miniserien publicerades mellan januari och juni 2008.

## Fiktiv biografi
1977 skickade NASA iväg en rymdkapsel med fyra hamstrar inuti för att förinta en mystisk radioaktiv substans som drev omkring i Jordens atmosfär. Hamstrarna utsattes senare för radioaktiv bestrålning, vilket muterade dem. Rymdkapseln störtade senare mot Tibet, där munkar tränade hamstrarna i kampsport. Hamstrarna är namngivna efter skådespelare från action- och kampsportsfilmer: Clint (efter Eastwood), Chuck (efter Norris), Bruce (efter Lee) och Jackie (efter Chan).

### Fotnoter
1. ↑  ”Adolescent Radioactive Black Belt Hamsters” (på engelska). Comicvine. http://www.comicvine.com/adolescent-radioactive-black-belt-hamsters/4050-10993/. Läst 27 december 2015.
2. ↑  ”Adolescent Radioactive Black Belt Hamsters (1986)” (på engelska). Comic Book Database. Arkiverad från originalet den 7 januari 2016. https://web.archive.org/web/20160107002722/http://comicbookdb.com/title.php?ID=1417. Läst 27 december 2015.
3. ↑  ”Mirage Vol. 1” (på engelska). Mutant Ooze. http://mutantooze.org/wiki/comic-books/mirage/mirage-vol-1/. Läst 27 december 2015.
4. ↑  ”Adolescent Radioactive Black Belt Hamsters (2008)” (på engelska). Comic Database. Arkiverad från originalet den 6 januari 2016. https://web.archive.org/web/20160106235001/http://comicbookdb.com/title.php?ID=17055. Läst 27 december 2015.